# Beck Ö. Fülöp

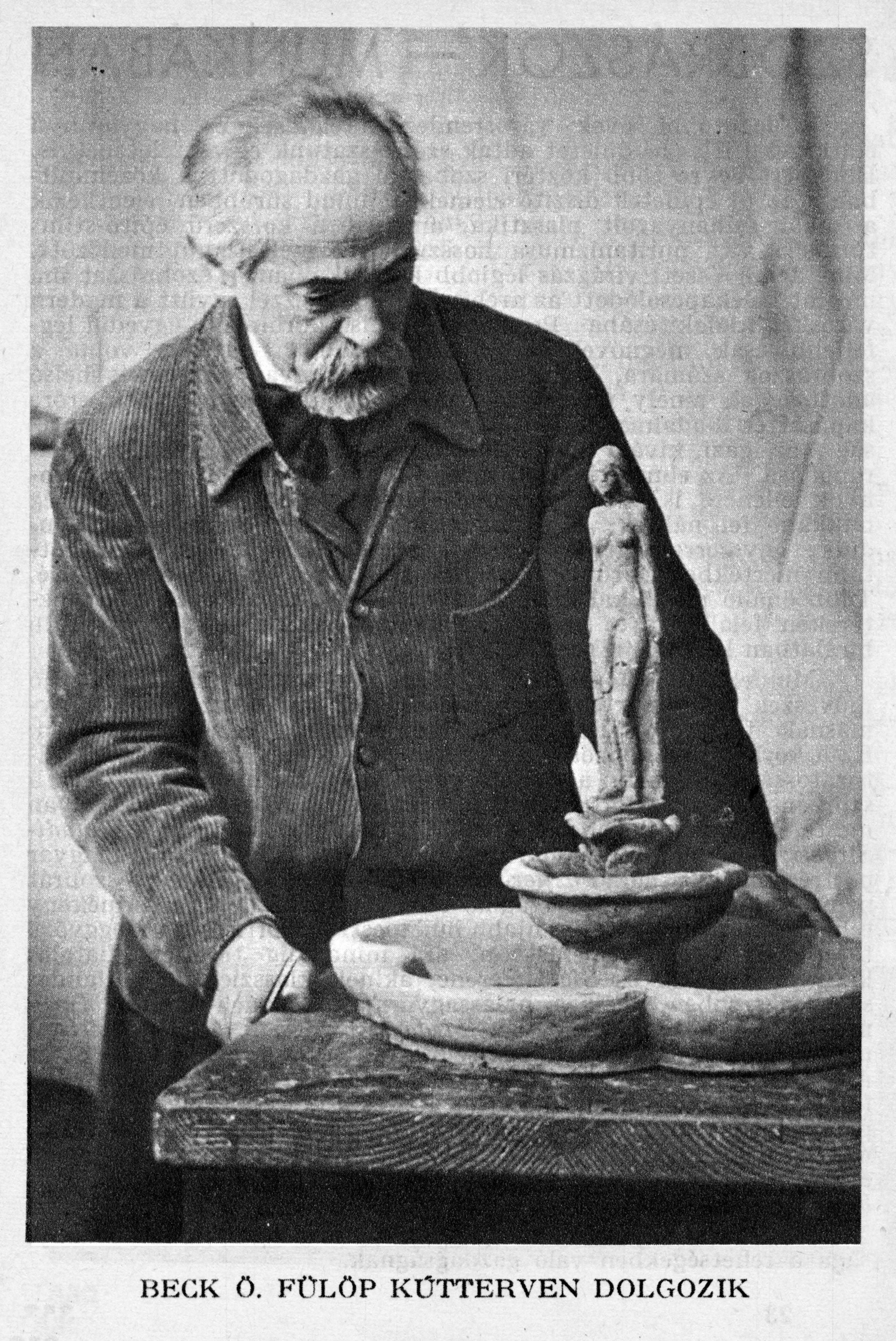
Beck Ö. Fülöp: Az ifjúság kútja (1938) terv

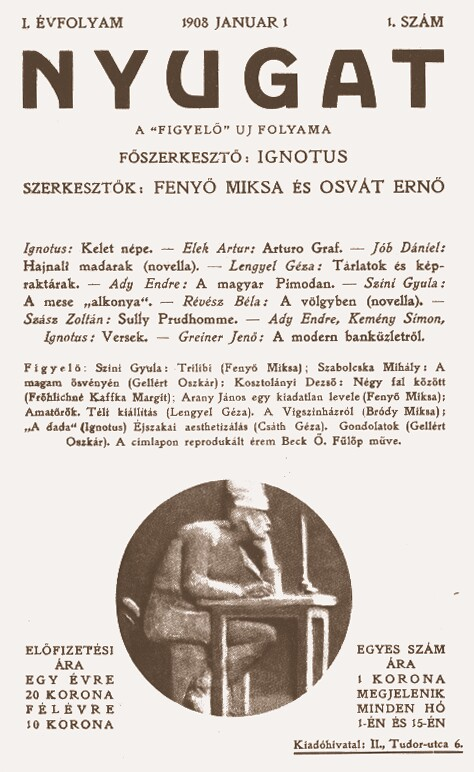
A Nyugat első számának címlapja, Beck Ö. Fülöp Mikes Kelemen emlékérmével

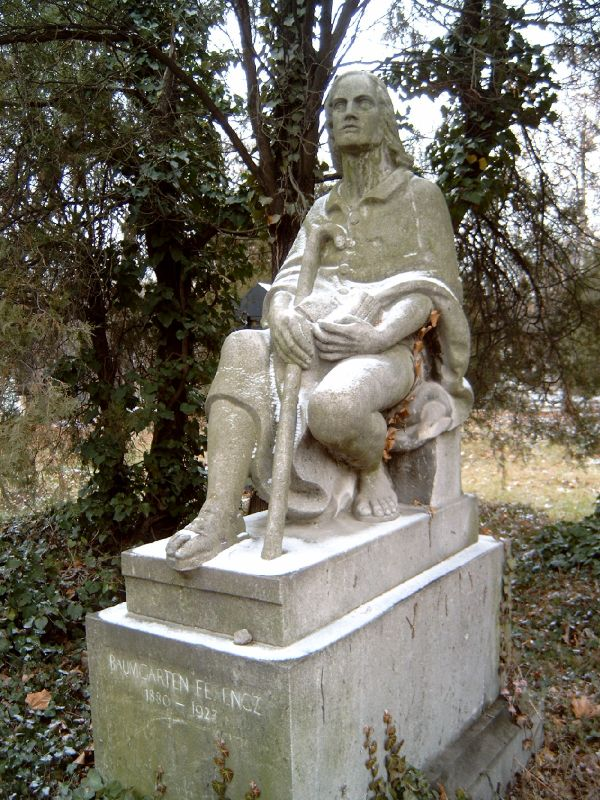
Baumgarten Ferenc Ferdinánd sírja Budapesten, a Fiumei úti sírkertben. Beck Ö. Fülöp alkotása

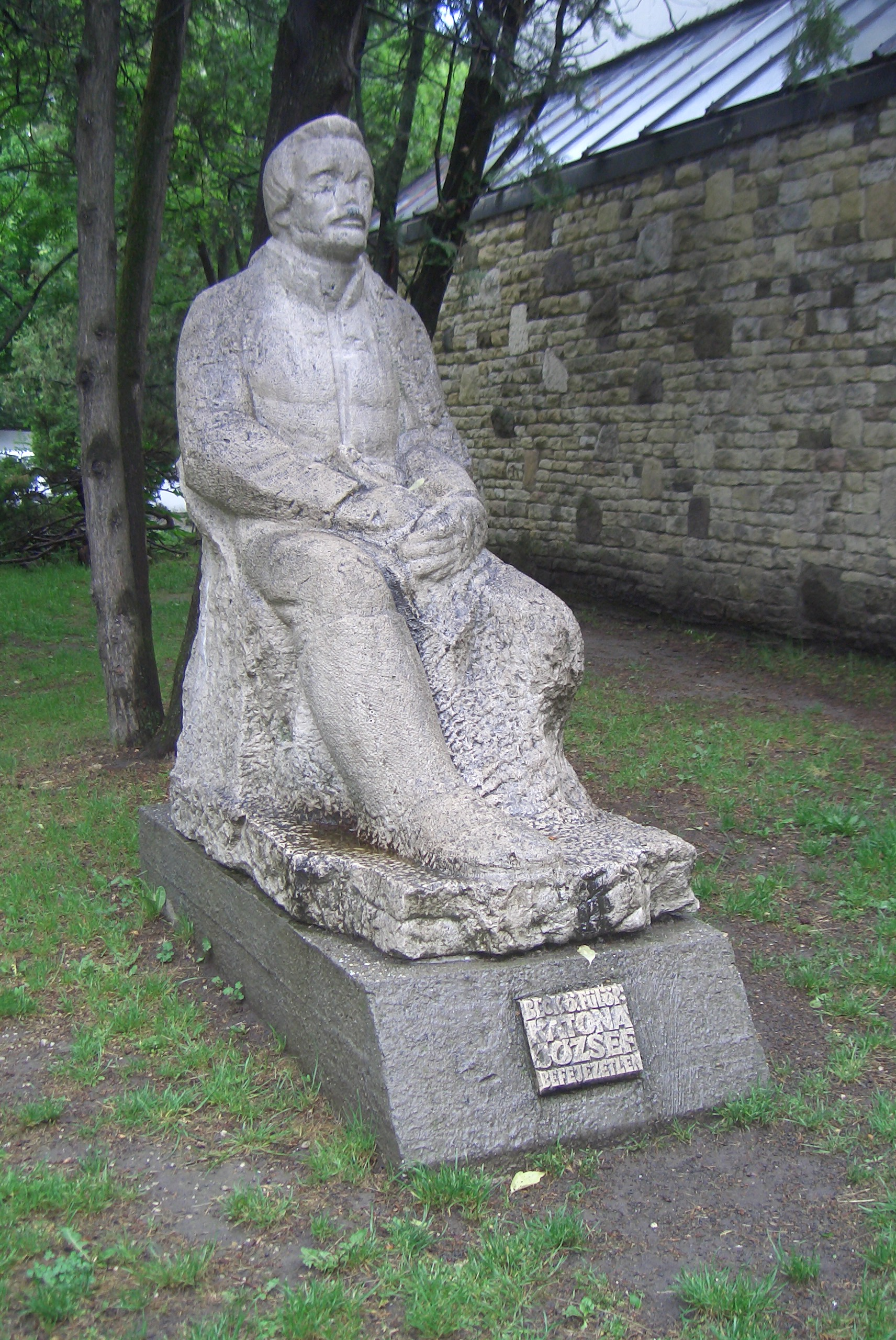
Katona József befejezetlen szobra Szentendrén

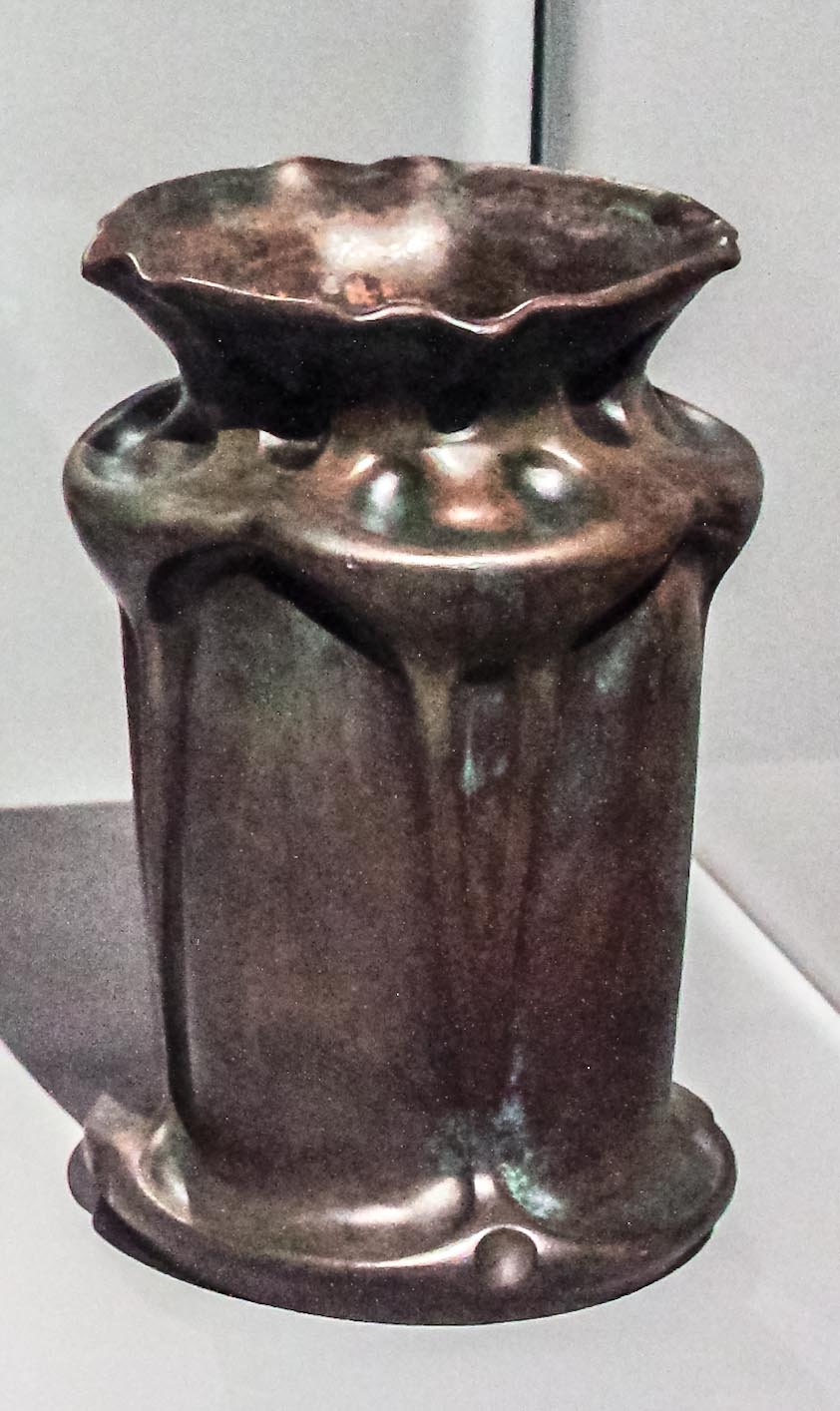
Szecessziós váza

Beck Ö. Fülöp (teljes nevén Beck Ötvös Fülöp, illetve Beck Ödön Fülöp) (Pápa, 1873. június 23. – Budapest, 1945. január 31.) magyar szobrász, éremművész, Fémes Beck Vilmos éremművész, szobrász bátyja, Beck András szobrász és Beck Judit festő apja.

## Életpályája
Tízgyermekes családban született, Beck Pál és Gold Ernesztin fiaként. 1888 és 1893 között a budapesti Iparművészeti Iskola ötvös szakán tanult mintázást Loránfi Antalnál és Schickedanz Albertnél. 1892-ben tett velencei tanulmányútja során ráébred saját művészi ambícióinak belső forrására. Innentől fogva tartja saját munkásságának indulását. Néhány hónapra Bécsbe utazott. 1894-ben ösztöndíjjal Párizsba került, majd 1895-ben az „École des Beaux-Arts”-on Hubert Ponscarme (1827–1903) mester növendéke, s megnyeri a Prix d’ateliert. Az Osztrák–Magyar Monarchia egykoronásának verőtő-mintáját elkészítette, s ez után fordított figyelmet a millennium érem formai megjelenítésére.
Párizsból pályázott a millenniumi kiállítási emlékérem megalkotására, amit meg is nyert. 1897-ben Münchenben a Glaspalastban rendezett kiállítást. Az Iparművészeti Múzeumban 1898-ban bemutatott első gyűjteményes éremkiállításán először szerepelt nálunk az érem önálló műfajként. 1900-ban ezüstérmet nyert a párizsi világkiállításon, majd Olaszországban és Németországban járt tanulmányúton. 1906-ban Milánóban nagydíjat nyert. Ekkoriban figyelme egyre inkább a szobrászat felé fordult. 1907. január 31-én Budapesten, a Terézvárosban házasságot kötött a nála 12 évvel fiatalabb Bárdos Laurával, Bárdos Károly és Brachfeld Vilma lányával.
1907 táján szorosabb kapcsolatba kerül a Nyugat íróinak körével, olyannyira, hogy az év végén (hivatalosan 1908-ban) induló folyóirat emblémáját is ő tervezi. Pontosabban Mikes Kelement formázó emlékérmét választják a Nyugat emblémájául (időközben részlegesen újratervezte).
1910-től Gödön épített műtermében maga faragta robusztus erejű, zárt tömegű szobrait 1914-ben mutatta be az Ernst Múzeumban, első önálló kiállításán. 1915-ben készült el élete egyik főműve, az Aphrodite.
1917. június 30-án feleségével az izraelitáról a református vallásra tértek át, Beck Fülöp a keresztségben az Ödön utónevet nyerte.
1919-ben a Tanácsköztársaság megbízásából pénzmintákat készített és kinevezték a főiskola tanárává. A rövid főiskolai működése miatt, a tanácskormány leverése után többé állami intézményekben nem taníthatott. 1922-ben ismét gyűjteményes anyaggal jelentkezett az Ernst Múzeumban. 1926-ban szobrász magániskolát nyitott az akkori Vilma királynő úton. 1927-ben neki ítélték a Szinyei Merse Pál Társaság nagydíját. Épületplasztikával is foglalkozott (Corvin Áruház reliefjei, 1926). Az 1930-as években több síremléket mintázott (pl. Fellner-emlék, 1932).
1944-ben, az ország német megszállása után sárga-csillagos házba költöztették, ahonnan megszökött. A nyilas uralom idején feleségével együtt bujkálni kényszerült, egy barátja házának pincéjében húzódott meg. 1945. január 31-én onnan tűnt el, nyomtalanul.
Műveiből 1946-ban a Szépművészeti Múzeum, később 1970-ben a Magyar Nemzeti Galéria emlékkiállítást rendezett. Emlékiratait Rippl-Rónai Józsefével együtt jelentették meg (Budapest, 1957). 1947-ben művészi hagyatékát állami gondozásba vették.
Stílusa a posztimpresszionizmushoz kapcsolódott, de hatott rá a szecesszió is.
„Úttörő volt, stílusteremtő ereje felmérhetetlen jelentőségű a századforduló utáni időszakban. S bár a harmincas években jelentkező új generáció tagjai más irányba vitték a szobrászat fejlődését, alkotásaikban magukban rejtik Beck Ö. Fülöp művészetének legfontosabb tanulságait…”

## Művei
Felállításra került legjelentősebb művei:
- Állatreliefek (kakas és nyúl) (1911) – Szentendrei úti iskola
- Szent Sebestyén (1914)
- Király György-síremlék
- A pápai kollégium háborús halottainak emléke (1922) – Felállítva 1931, bronz szobor
- Táncoló legény, művészet, kereskedelem (1926) – Corvin áruház. kőszobor
- Ülő nő (1927) – Budapest, V. Kerület, Kossuth Lajos tér, kőszobor
- Baumgarten Ferenc síremlék (1928)
- Bányász (1930) elhelyezve: Budapest, XIII. Pozsonyi út 44-46.
- Pápai hősi emlékmű (1931)
- Liszt Ferenc-emléktábla (1935)
- Ifjúság kútja (1938)
- Kölcsey-emléktábla
- Vasöntő munkások (1943)
- Katona József (Szentendre, befejezetlen)

### Érmei
- II. Rákóczi Ferenc (1903, Magyar Nemzeti Galéria)

### Ismertebb mellszobrai
- Móricz Zsigmond, Babits Mihály és Kodály Zoltán. Mintegy 500 érme közül legismertebbek: Petőfi Sándor, Liszt Ferenc, Ady Endre, Babits Mihály, Mikes Kelemen.

## Társasági tagságai
- Szinyei Merse Pál Társaság
- Képzőművészek Új Társasága („KÚT”)

## Kötete
- Rippl-Rónai József emlékezései / Beck Ö. Fülöp emlékezései; bev., jegyz., sajtó alá rend. Farkas Zoltán; Szépirodalmi, Budapest, 1957 (Magyar századok)